# José Manuel Quirós y Quirós
José Manuel Quirós y Quirós (Penonomé, Provincia de Coclé, República de Colombia, 12 de enero de 1897 - Ciudad de Panamá, República de Panamá, 25 de noviembre de 1964) Fue abogado, educador, ministro, diplomático y político panameño. Miembro fundador del Movimiento de Acción Comunal y jefe de la Revolución del 2 de enero de 1931. Fue conocido en su vida pública como “Nen QQ”.
Ejerció el cargo de secretario de Instrucción Pública (hoy, ministro de Educación) en 1931. Fue Cónsul General de Panamá en Liverpool, Inglaterra de 1945 a 1949, jefe de la delegación de Panamá ante la primera Conferencia General de la UNESCO en Paris del 20 de noviembre al 10 de diciembre de 1946 y Fiscal del Tribunal de lo Contencioso Administrativo (hoy, Procurador de la Administración) de 1951 a 1952.
Su actividad pública estuvo fundamentalmente dedicada a la promoción de la educación y las luchas por el respeto de la soberanía nacional.

## Familia
Nació en Penonomé, provincia de Coclé del Departamento de Panamá, cuando aún era parte de la República de Colombia, del matrimonio formado por Simón Quirós Sáenz, comerciante y quien fue alcalde de Penonomé y Sofía Quirós López.
Sus hermanos, José Feliciano, José Marcelino, José Ignacio, Evelia, Sofía, Hilaria, Julia y Cristina Quirós, ocho en total, de los cuales seis fueron educadores.
El 25 de septiembre de 1925 contrajo matrimonio con Petra María Guardia Jaén, hija de José Dolores Guardia y Juana de Dios Jaén Arosemena.
De ese matrimonio nacieron Simón, José Manuel, Alberto, Francisco Javier, Luis Eduardo, Alejandro Jaime, Camilo Jaime y Fania.

## Estudios
Realizó sus estudios primarios en la escuela de los “Hermanos Cristianos” en Penonomé, donde aprendió el dominio del idioma francés. Cursó el primer año de secundaria en la Escuela Normal, de donde pasó directamente al tercer año de Bachillerato en el Instituto Nacional de Panamá.
Sus estudios universitarios los llevó a cabo en la Facultad Nacional de Derecho y Ciencias Políticas de la “Escuela Libre de Derecho”, en la ciudad de Panamá, donde recibió el título de Licenciado en Derecho y Ciencias Políticas, el cual obtuvo con el primer puesto de honor y tesis de grado laureada titulada “El Derecho de Propiedad y la Propiedad del Suelo”.
El doctor Ricardo A. Morales, secretario de la Facultad (quien luego llegó a ser Magistrado Presidente de la Corte Suprema de Justicia de la República de Panamá), le remitió carta fechada 22 de marzo de 1924, en la cual le manifestó: “que la tesis presentada por Ud. para optar el grado de Licenciado, “El Derecho de Propiedad y la Propiedad del Suelo”, mereció por opinión unánime de los miembros de la Facultad Nacional de Derecho y Ciencias Políticas la nota de sobresaliente”.
La obra que contiene citas y referencias a los más distinguidos juristas europeos y norteamericanos de la época desarrolla un estudio de la evolución histórica de la propiedad y de sus derechos, en especial sobre la tierra. Lo que le permitió estudiar lo que consideró “el factor más importante de nuestra vida nacional – el suelo – y los medios de que necesitamos valernos para que dicho factor origine el bienestar de nuestra Patria, tan deprimida, no obstante, las circunstancias privilegiadas de que goza”.

## Movimientos y luchas
Participó activamente en las luchas del Movimiento Inquilinario (1924-1925), que históricamente fue el primer conflicto social serio ocurrido en la República de Panamá.
Se destacó en la lucha que, por hacer conciencia en el pueblo panameño, mantuvo junto a jóvenes de la época hasta que se dio el rechazo por parte de la Asamblea Nacional del proyecto de tratado conocido como Kellogg-Alfaro, firmado en 1926.
En 1936, tenaz y constante, fue parte de la lucha nacionalista que logra la anulación de la cláusula constitucional que autorizaba la intervención militar de los Estados Unidos de América en el territorio panameño (artículo 136 de la Constitución de 1904).
En 1963 fue fundador y director del semanario “Sed”, publicación que debía su nombre a las palabras sinceridad, equidad y democracia. También decía su fundador que otra razón que inspiraba ese nombre “es esa sed del idealista y del desposeído, sed del verdadero amor divino y humano, sed de justicia que aplaque las ansias de los pueblos oprimidos y que elimine la miseria y el hambre de un mundo pletórico de ciencia y de riqueza”.

## Movimiento de Acción Comunal

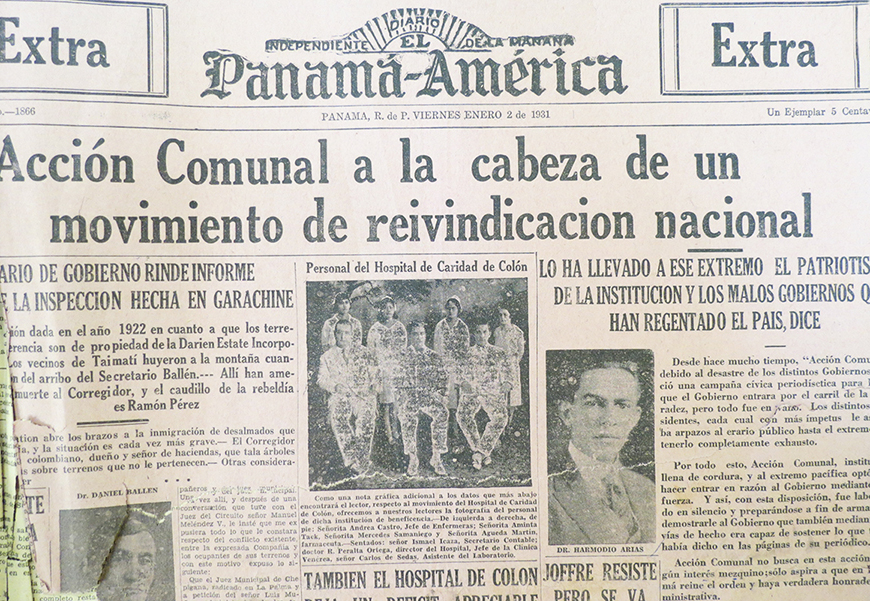
Portada del Panamá América describiendo el golpe de Acción Comunal de 1931.

Fueron miembros fundadores del Movimiento de Acción Comunal, Ramón Mora, José Manuel Quirós y Quirós, José Pezet, Víctor Florencio Goytía, Manuel Gálvez Berrocal, José Manuel Pinilla Urrutia, Enrique Gerardo Abrahams y Rubén D. Conte; constituido el 19 de agosto de 1923, en la ciudad de Panamá, como organismo nacional integrado en su mayoría por elementos prominentes de la clase media y profesional del país.
Adoptó como lema: patriotismo, acción, equidad y disciplina.
Como bases ideológicas se aprobaron: “1. Defender las instituciones nacionales, 2. Desarrollar los sentimientos de amor a la Patria y defender sus intereses, 3. Propender por todos los medios posibles al progreso nacional en cualquiera de sus manifestaciones y al enaltecimiento de los panameños, sin mezclarse el centro en la política militante del país, 4. En caso de oposición entre los intereses de un nacional y un extranjero, el centro favorecerá los del primero y en caso de oposición entre los intereses de dos nacionales, el centro favorecerá al que fuere miembro de él, siempre que en cualquiera de los dos casos, el nacional o el socio reúna iguales o mejores condiciones que el opositor y 5. El centro no hace diferencia de sexo, religión, color, categoría social, ni otra circunstancia similar.”
El movimiento surgió como una voz cívica y denunciadora de los intereses que gobernaban y como una reacción patriótica ante la creciente influencia estadounidense en las instituciones nacionales.
El clímax del movimiento fue la Revolución del 2 de enero de 1931, que derrocó al presidente de la República, Florencio Harmodio Arosemena. El golpe estuvo a punto de ser abortado, por razón que el presidente de Acción Comunal, en ese momento, Víctor Florencio Goytía renunció. En ese momento, José Manuel Quirós y Quirós, como vicepresidente, asumió la jefatura del movimiento.
Posteriormente, se buscó una salida constitucional a la crisis y la Corte Suprema de Justicia aceptó la renuncia de Florencio Harmodio Arosemena a la presidencia de la República y convocó a Ricardo J. Alfaro, primer designado (hoy, vicepresidente) para que se encargara como jefe del Órgano Ejecutivo.
Una anécdota de aquellos días es que José Manuel Quirós y Quirós, como director del periódico “Acción Comunal” asumió la responsabilidad de artículos que criticaban los exabruptos y atropellos de los gobiernos de turno. Motivo por el cual fue destituido de su puesto como profesor en la Escuela Normal de Señoritas; a la que poco tiempo después regresó como secretario de Instrucción Pública (hoy, ministro de Educación), en 1931, para hacer entrega de los diplomas a las alumnas graduandas.

## Vocación por la educación
Su vida fue un compendio de luchas, enseñanzas y orientación a las nuevas generaciones.
Desde muy joven prestó servicios en el ramo de la educación como profesor de matemáticas, castellano e instrucción cívica en la Escuela Normal de Señoritas y en el Instituto Nacional de Panamá.
Fue secretario de Instrucción Pública (hoy, ministro de Educación) en el año de 1931. Durante su gestión dedicó empeño a la reparación de las escuelas y a la promoción de la lectura. También firmó con el presidente Ricardo J. Alfaro el Decreto n.º 38 de 27 de abril de 1931 con el cual se creó un segundo año normal en Penonomé, solicitado por los padres de familia de las provincias centrales, quienes lo aprobaran serían admitidos en las Escuelas Normales de la Capital.
Con motivo del "Día del Libro" siendo ministro de Educación, publicó una alocución el 29 de agosto de 1931, que en parte dice:

Leer es vivir, vivir el pasado, el presente y el futuro, es poner nuestra alma al contacto de almas buenas, de almas nobles y abnegadas, de almas sublimes, es hacer vibrar nuestro corazón al compás de nobles sentimientos y elevar nuestra mente al nivel de las ideas más elevadas y puras.

Ayudo a establecer la Escuela Libre de Derecho.
Fue el jefe de la delegación panameña ante la primera Conferencia General de la Unesco en Paris del 20 de noviembre al 10 de diciembre de 1946. En esa reunión se aprobaron varios proyectos con el propósito de contribuir a la paz y seguridad de los pueblos a través de la educación, la ciencia y la cultura. Se creó un Centro de Documentación y pretendía establecer una red mundial de emisión y recepción radiofónica educativa.
En una de sus intervenciones en la Conferencia General, que recogen las actas conservadas por la Unesco, todavía muy recientes los efectos de la Segunda Guerra Mundial, José Manuel Quirós y Quirós dijo:

Panamá defiende los principios que dieron origen a la Organización de las Naciones Unidas. Siempre ha apoyado con profundo entusiasmo todos los esfuerzos por crear unión y hermandad entre las naciones del mundo. Es por ello que Panamá se adhiere a la Unesco y su esfuerzo por establecer unidad y fraternidad entre las naciones y promover la felicidad humana por los cauces de la educación, la ciencia, la cultura y la creación del concepto de "one world" al que se refiere el informe presentado a esta Conferencia por la Comisión Preparatoria, un informe de profundo significado y optimismo. La Unesco, nacida del ideal que creó las Naciones Unidas, se verá influida - naturalmente -, por el organismo matriz. Así como exista armonía en esa organización, así se desarrollará la Unesco. Pero en este caso, como en muchos casos de la historia y de la vida cotidiana, la descendencia puede influir en el destino de los padres. Una nueva generación, educada sobre los principios de verdadera hermandad y libertad, sin egoísmo, puede ser capaz de prevenir que ocurra otra catástrofe.

Como hombre preocupado por la educación apoyó, en 1954, a sus hijos y demás socios fundadores del “Instituto Istmeño”. Al momento de su fallecimiento ocupaba la dirección general del instituto, que posteriormente lo honró con su nombre “Instituto Istmeño José Manuel Quirós y Quirós”.
En palabras de uno de sus estudiantes, el distinguido periodista Antonio «Toño» Díaz, lo describió así: “fue siempre el maestro, el amigo, el profesor preocupado porque se arraigara en nuestros corazones la llama del patriotismo y que radiante, en el mañana, se iluminara en una nueva aurora la redención de nuestro pueblo”.

## Muerte
Falleció el 25 de noviembre de 1964 a las 5:30 p. m., a la edad de 67 años, en el Hospital Panamá, en la capital de la República de Panamá.
Sus honras fúnebres fueron en la Iglesia de Cristo Rey y sus restos se encuentran en la cripta del Santuario Nacional del Corazón de María, ambas de la ciudad de Panamá.